# Jesús Owono
Pour les articles homonymes, voir Owono.
Jesús Owono né le 1er mars 2001 à Bata, est un footballeur international équatoguinéen, qui évolue au poste de gardien de but au FC Andorra, en prêt du Deportivo Alavés.

## Biographie

### En sélection
En septembre 2018, il reçoit sa première convocation en sélection. Il fait ses débuts le 25 mars 2019, en jouant la deuxième période contre l'Arabie saoudite, lors d'une rencontre amicale (défaite 3-2). Owono dispute sa première compétition internationale lors de la Coupe d'Afrique des nations 2021 au Cameroun. En décembre 2023, il est retenu dans la liste des vingt-sept joueurs équatoguinéens par Juan Micha pour disputer la Coupe d'Afrique des nations 2023.